# Praia da Varandinha

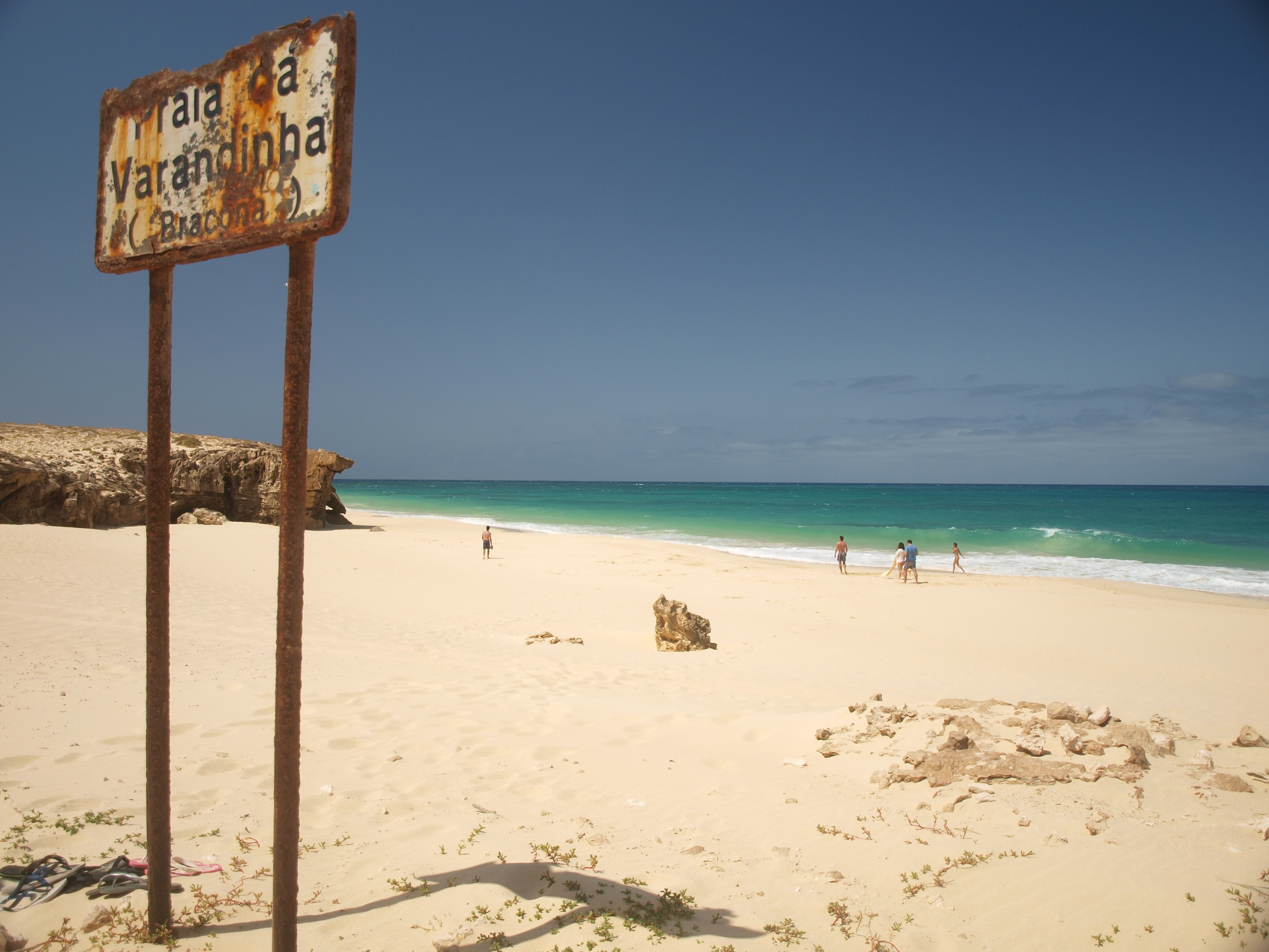
Praia da Varandinha

Praia da Varandinha é uma praia situada no sudoeste da Ilha da Boa Vista, em Cabo Verde.
É considerada uma praia paradisíaca, sendo entrecortada por rochedos que dividem o seu extenso areal em areais de dimensão menor. É também reconhecida pelas boas condições que oferece para a prática de desportos náuticos, como o surfe.
Entre as as formações rochosas que ostenta junto ao areal, destaca-se uma gruta natural, com vista para o mar, conhecida como Bracona.
A inexistência de ligação rodoviária torna difícil o acesso a esta praia, promovendo o seu isolamento e contribuindo para a sua atmosfera selvagem quase intocada.